# Dymphna Cusacková
Ellen Dymphna Cusack(ová) (21. září 1902 – 19. října 1981) byla australská spisovatelka.

## Život
Narodila se v rodině ovdovělého irského farmáře v malém městě Wyalong v Novém Jižním Walesu, studovala na Ursula’s College v Kingsgrove a absolvovala Universitu v Sydney s diplomem filozofie a pedagogiky. Pracovala jako učitelka, dokud neodešla ze zdravotních důvodů do důchodu v roce 1944. Poté se věnovala výhradně psaní. Roku 1978 jí byla diagnostikována roztroušená skleróza.
V roce 1936 vydala svůj románový debut s názvem Virgin, ve kterém se zabývala na svou dobu neobvykle otevřeně tématem sexuality.
Autorka napsala 12 románů (dva z nich jako spoluautorka: Pioneers on Parade (1939) s Miles Franklinovou a Come in Spinner (1951) s Florence Jamesem), 7 her, 3 cestopisy, 2 dětské knížky a 1 knihu literatury faktu. Hra Red Sky at Morning byla zfilmována r. 1944 a zazářil v ní Peter Finch. Román Come in Spinner byl natočen jako televizní seriál společností Australian Broadcasting Corporation v roce 1989.
Její mladší bratr John byla také spisovatel. Napsal válečný román They Hosed Them Out pod pseudonymem John Beede, jenž byl poprvé publikován roku 1965 a znovu pak v roce 2012.

## Divadelní hry
- Safety First, 1927
- Shallow Cups, 1933
- Anniversary, 1935
- Red Sky at Morning, napsána 1935; vydána 1942
- Morning Sacrifice, 1943
- Comets Soon Pass, 1943
- Call Up Your Ghosts, s Milesem Franklinem, 1945
- Pacific Paradise, 1955; česky jako Ráj v Tichomoří

## Romány
- Virgin, 1936
- Pioneers on Parade, 1939, s Miles Franklinovou
- Come in Spinner, 1951, s Florence Jamese
- Say No to Death, 1951; česky jako Nedovol mi odejít
- Southern Steel, 1953
- Caddie, the Story of a Barmaid, 1953. [pouze úvod]
- The Sun in Exile, 1955
- Heat Wave in Berlin, 1961
- Picnic Races, 1962
- Black Lightning, 1964; česky jako Černý blesk
- The Sun is Not Enough, 1967
- The Half-Burnt Tree, 1969; česky jako Ohořelý strom
- A Bough in Hell, 1971